# Шире
Шире (на английски: Shire River, на португалски: Rio Chire) е река в Източна Африка, ляв приток на Замбези, протичаща през териториите на Малави и Мозамбик. Дължината ѝ е 402 km, а площта на водосборния басейн 149 500 km². Заедно с езерото Малави и река Рухуху в Танзания дължината ѝ е над 1200 km. Река Шире изтича от най-южния ъгъл на езерото Малави, на територията на Република Малави. След 8 km се влива в северния ъгъл на езерото Маломбе (450 km²), а след това изтича от неговия южен край. По цялото си протежение тече основно в южна посока. След изтичането си от езерото Маломбе Шире тече в широка долина между хълмовете Мангоче и платото Зомба на изток и платото Чирипа на запад. След град Матопе долината ѝ се стеснява, а наклонът ѝ нараства и тук на протежение от около 80 km реката преминава през серия от прагове и водопади, най-голям от които е Капичира (бившия Ливингстън). По-нататък долината ѝ става много широка и Шире протича през обширни равнинни и заблатени пространства (блатото Елефант) с бавно и спокойно течение. След устието на най-големия си приток Руо (ляв) на протежение около 70 km е гранична река между Малави и Мозамбик, след което изцяло навлиза на мозамбикска територия, като тече вече през Мозамбикската низина. Влива се отляво в река Замбези на около 30 km югоизточно от град Сена. Пълноводието ѝ е основно през лятото (от ноември до април). Плавателна е за плитко газещи речни съдове до водопадите Капичира. На два от най-големите ѝ водопада са изградени две ВЕЦ – Нкула (1966 г., 24 Мвт) и Тедзани (1973 г., 16 Мвт.